# District de Höfe
Le district de Höfe est un district suisse, situé dans le canton de Schwytz. Il compte 3 communes.

## Communes
| Nom        | N° OFS | Population (décembre 2022) |
| ---------- | ------ | -------------------------- |
| Feusisberg | 1321   | +005 468,                  |
| Freienbach | 1322   | +016 711,                  |
| Wollerau   | 1323   | +007 495,                  |
| Total      | Total  | +029 674,                  |